# Ben Deeley
Ben Deeley, nato Bernard Z. Deeley (Folsom, 22 gennaio 1878 – Hollywood, 23 settembre 1924), è stato un attore statunitense teatrale e cinematografico.
Attore del teatro leggero, proveniva dal vaudeville dove aveva lavorato con la moglie, l'attrice Barbara La Marr con la quale era stato sposato dal 1918 al 1921.

## Biografia
Nel 1915, interpretò per la Balboa una breve serie di comiche che avevano come protagonista Deeley nei panni di Ima Simp.
Fu partner di Theda Bara nella versione 1916 di East Lynne.

## Filmografia
- The Patchwork Girl of Oz, regia di J. Farrell MacDonald (1914)
- Ima Simp's Dream, regia di William Wolbert - cortometraggio (1915)
- Ima Simp, Detective, regia di William Wolbert - cortometraggio (1915)
- Ima Simp, Goat, regia di William Wolbert - cortometraggio (1915)
- Man to Man, regia di William Wolbert - cortometraggio (1915)
- Ima Simp on the Job, regia di William Wolbert - cortometraggio (1915)
- East Lynne, regia di Bertram Bracken (1916)
- In Pursuit of Polly, regia di Chester Withey (1918)
- Victory, regia di Maurice Tourneur (1919)
- Flames of the Flesh, regia di Edward LeSaint (1920)
- The Tattlers, regia di Howard M. Mitchell (1920)
- The Iron Heart
- A Sister to Salome
- Would You Forgive?
- Sowing the Wind, regia di John M. Stahl (1921)
- Kazan
- Where's My Wandering Boy Tonight?, regia di James P. Hogan (1922)
- The Crossroads of New York
- Lights Out, regia di Alfred Santell (1923)
- The Acquittal
- Passion's Pathway
- The Cyclone Rider
- Winner Take All, regia di W. S. Van Dyke (1924)
- The Cycle Rider
- La voce del sangue (Never the Twain Shall Meet), regia di Maurice Tourneur (1925)